# Kiruna Wagon
Kiruna Wagon är ett konsortium mellan Nybergs Mekaniska Verkstad och Rönnqvist & Wettainen i Kiruna och är specialiserade på produktion av järnvägsvagnar för gruvindustrin.